# Micha Dudek
Micha Dudek (* 1962 in Hamburg) ist ein deutscher Sachbuchautor mit den Schwerpunkten Ökologie und Wildtiere.

## Leben
Micha Dudek studierte von 1986 bis 1989 Tierökologie im Fachbereich Landespflege an der Universität Paderborn in Höxter. Er schloss sein Studium als Diplom-Ingenieur mit einer Arbeit über das Wiederauftreten stabiler Wolfspopulationen in Mitteleuropa ab. Er war Mitarbeiter in verschiedenen Arten- und Naturschutzprojekten. Im Garten seines Hauses in Hamburg zog er ab 1983 in einem Gehege ein Wolfsrudel auf.
In seinem 2009 erschienenen Buch Neue Wildnis Deutschland porträtiert Dudek Wildtiere wie Biber, Wisent, Luchse, Kolkrabe und  weitere und zeigt ihre Fähigkeiten auf, in der zivilisierten Welt neue Nischen wie Truppenübungsplätze oder Friedhöfe zu finden. Außerdem beschreibt er erfolgreiche Wiederansiedlungen von Wölfen.

## Veröffentlichungen
Monografien
- Hunde – die Erben der Wölfe. Mit Hermann Stachnau, Kosmos Verlag, Stuttgart 2002, ISBN 978-3-440-07842-6.
- Neue Wildnis Deutschland: Wolf, Luchs und Biber kehren zurück. Thorbecke, Ostfildern 2009, ISBN 978-3-7995-0824-7.
- Mein wilder Garten: Wege zu Ökologie und Nachhaltigkeit. Thorbecke, Ostfildern 2011, ISBN 978-3-7995-0880-3.
- Alte Höfe, neues Leben. Mit Guido Roschlaub, Thorbecke, Ostfildern 2013, ISBN 978-3-7995-0239-9.

Beiträge
- Von Raben und Wölfen – Eine Allianz aus Vogel und Säugetier bewältigt den geistigen Landschaftswandel. In:  Bernd Gerken, Martin Görner (Hrsg.): Neue Modelle zu Maßnahmen der Landschaftsentwicklung mit großen Pflanzenfressern. Praktische Erfahrungen bei der Umsetzung (=Referate und Ergebnisse des gleichnamigen Symposiums vom 12. bis 14. April 2000 in Brakel),  Universität Paderborn, Höxter 2001, ISBN 978-3-934802-05-6, S. 466–474
- Wölfe in Deutschland. Wieviel Wolf kann das Land vertragen? In: Cranium. Journal der Dutch Association for the Study of Pleistocene Mammals, 36/2, Winter 2019, S. 28–34